# 25 pr. n. št.
25 pr. n. št. je bilo po julijanskem koledarju navadno leto, ki se je začelo na sredo, četrtek ali petek, ali pa prestopno leto, ki se je začelo na sredo ali četrtek (različni viri navajajo različne podatke). Po proleptičnem julijanskem koledarju je bilo prestopno leto, ki se je začelo na torek.
V rimskem svetu je bilo znano kot leto sokonzulstva Avgusta in Silana, pa tudi kot leto 729 ab urbe condita.
Oznaka 25 pr. Kr. oz. 25 AC (Ante Christum, »pred Kristusom«), zdaj posodobljeno v 25 pr. n. št., se uporablja od srednjega veka, ko se je uveljavilo številčenje po sistemu Anno Domini.

## Dogodki
- Galatija postane rimska provinca po smrti kralja.
- Gaj Avgust Oktavijan ustanovi Emerito Augusto, sedanjo Mérido v Španiji.

## Rojstva
- Aul Kornelij Celz, rimski učenjak († ok. 50)